# Vranovské skály

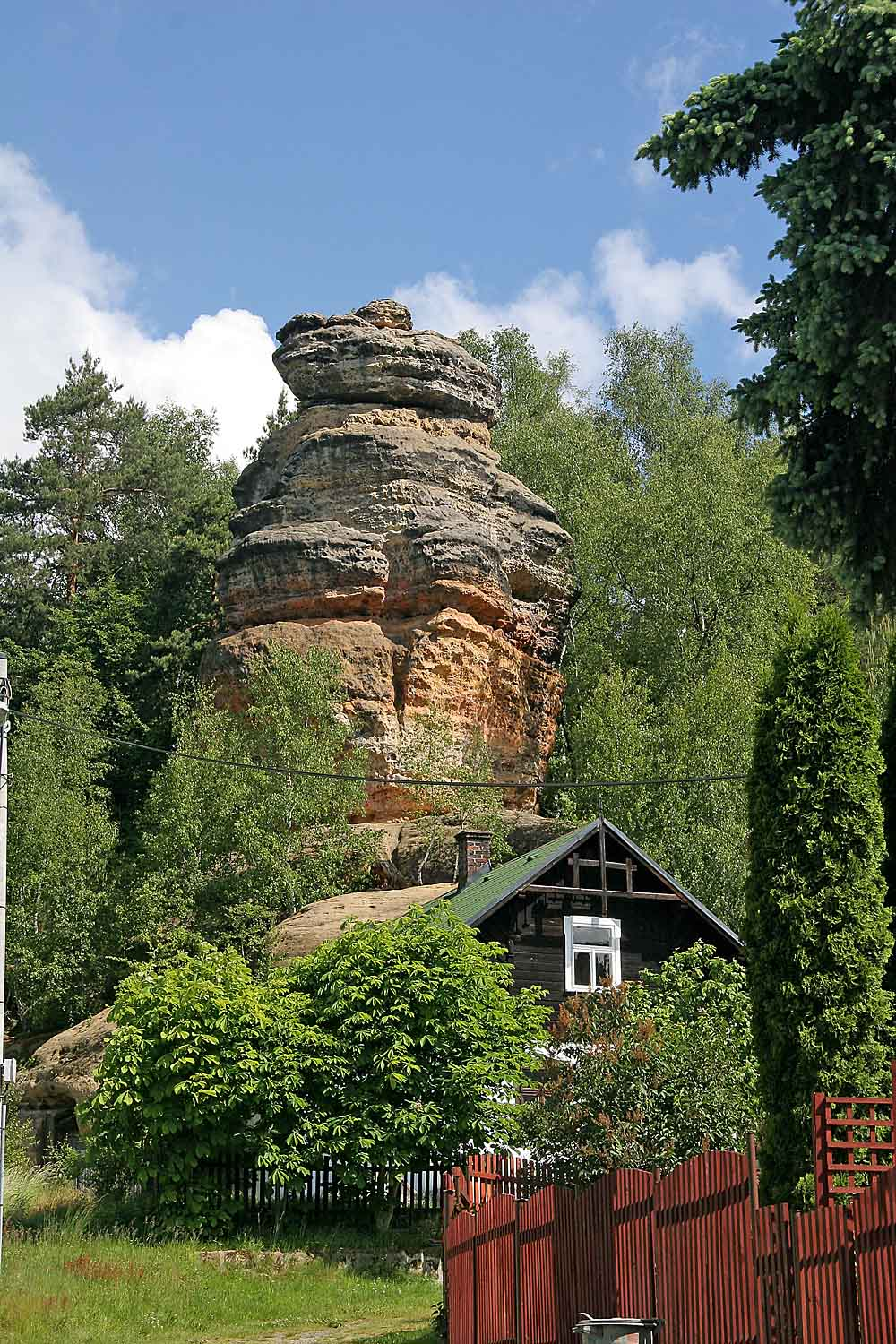
Der Molkenkrug

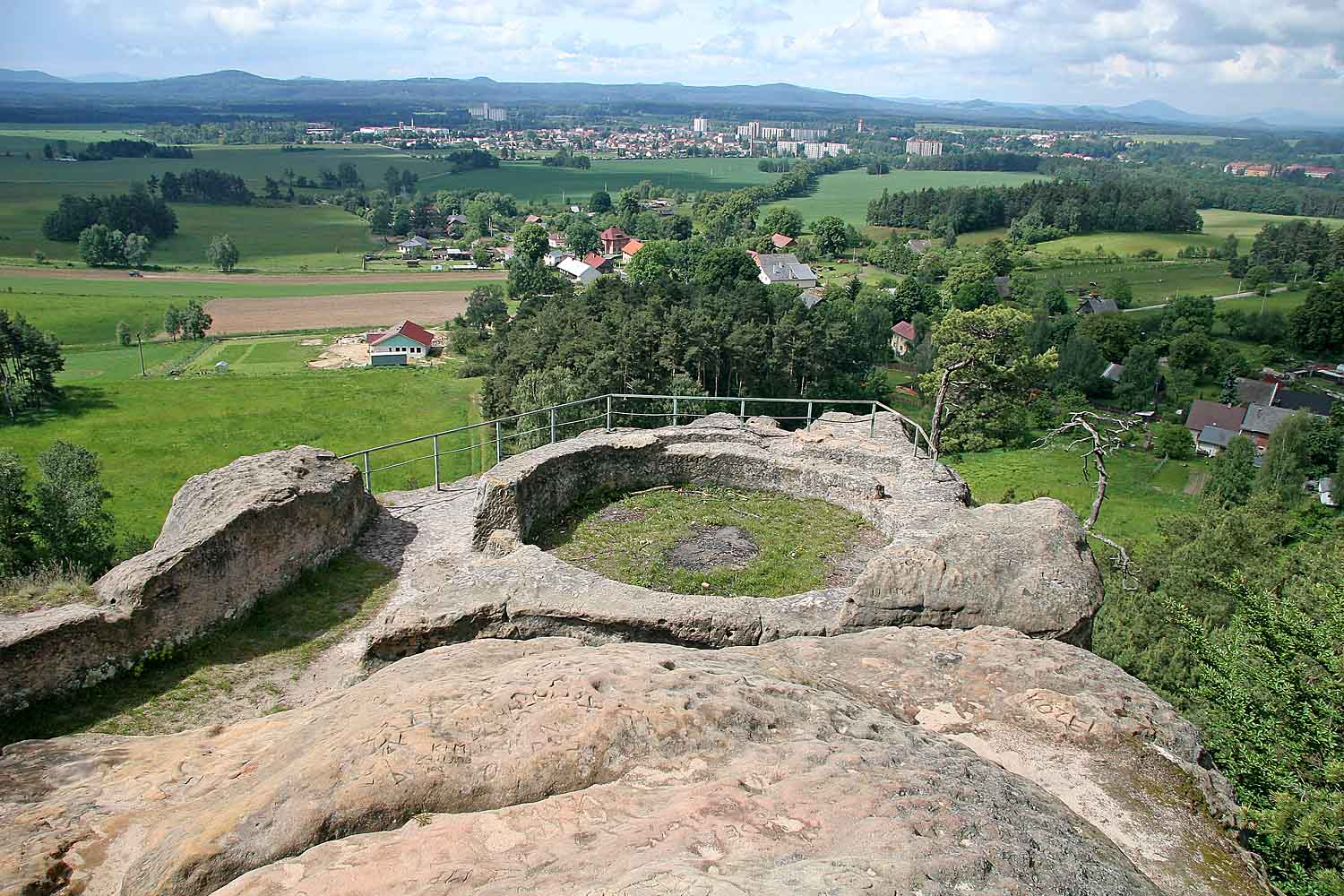
Julienshöhe

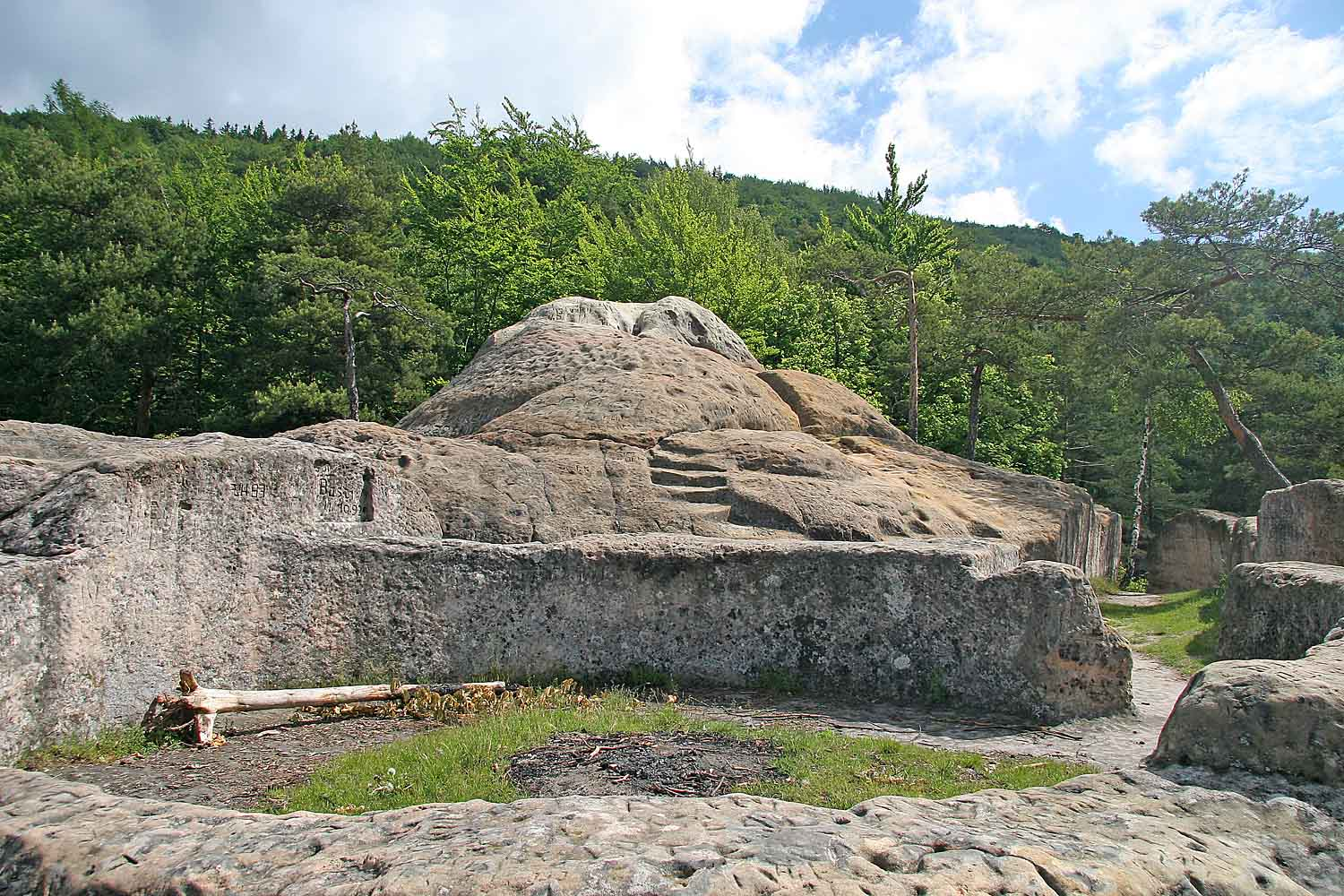
Julienshöhe

Die Vranovské skály (deutsch wörtlich Vranover Felsen) sind eine Felsgruppe am Fuß des Berges Ralsko (Roll) in Nordböhmen (Tschechien). Seit 1991 steht das Areal auf 12,92 ha wegen seiner Geomorphologie und der besonderen Flora und Fauna als Naturdenkmal unter staatlichem Schutz.

## Lage und Umgebung
Die Vranovské skály befinden sich an der Westseite des Ralsko unweit des namensgebenden kleinen Dorfes Vranov (Rabendorf), einem Ortsteil der Stadt Mimoň (deutsch Niemes). Der größte Felsen trägt eine Aussichtsplattform, die Juliina vyhlídka (Julienaussicht) genannt wird.

## Flora und Fauna
Auf den Felsen stockt ein standortgerechter Kiefernwald, in welchen einzelne Rotbuchen eingestreut sind. Das felsdurchsetzte Areal bietet zudem einer Vielzahl wärmeliebender, seltener Pflanzen eine Heimstatt. Typisch sind unter anderem: Echte Bärentraube (Arctostaphylos uva-ursi) und Steifer Lauch (Allium strictum). In den kühlen, feuchten Felsspalten kommt der Prächtige Dünnfarn (Trichomanes speciosum) vor.
In den Felsen nistet der Turmfalke (Falco tinunculus).

## Geschichte
Zugänglich gemacht wurde die Felsgruppe bereits 1822, als die heute Juliina vyhlídka (Julienhöhe) genannte Aussicht eingerichtet wurde.

## Bergsport
Schon seit den 1920er Jahren dienen die Felsen der Vranovské skály auch als Bergsteigergelände. 1923 gelang Rudolf Kauschka aus Reichenberg die Erstbesteigung des Molkenkruges (Džban), der bis heute zu den bedeutendsten Kletterzielen Nordböhmens gezählt wird. Erst ab den 1980er Jahren wurden durch deutsche Kletterer weitere Kletterrouten an Massivwänden und einigen kleineren freistehenden Felsen erschlossen.